# Крупные нейросекреторные клетки
Магноцеллюлярные клетки гипоталамуса (англ. magnocellular neurosecretory cells) — крупные нейроэндокринные клетки, расположенные в паравентрикулярных (в стенке 3-го желудочка) и супраоптических (над перекрёстом зрительных нервов) ядрах гипоталамуса. Также их можно найти в небольших количествах между указанными выше ядрами. Аксоны магноцеллюлярных клеток идут от гипоталамуса в заднюю долю гипофиза, образуя гипоталамо-гипофизарный тракт, состоящий из паравентрикуло-гипофизарного и супраоптико-гипофизарного пучков. Различают два типа магноцеллюлярных клеток: вазопрессин-продуцирующие и окситоцин-продуцирующие, но есть некоторое количество клеток, которые могут продуцировать оба гормона. Клетки нейровозбудимы и реагируют на афферентную стимуляцию. Большая часть окончаний афферентных нейронов находится на дендритах. Строение этих клеток хорошо изучено на крысах. Магноцеллюлярные клетки имеют один аксон, выходящий в задний гипофиз и образующий около 10 000 нейросекреторных терминалей. Аксон имеет набухания по всей длине, в которых находится множество везикул с гормоном. Эти везикулы выбрасывают гормон экзоцитозом при прохождении потенциала действия по аксону. Кроме аксона, клетка несёт 2—3 дендрита, также содержащих везикулы с гормоном. Таким образом, окситоцин и вазопрессин могут выделяться через терминали аксона в кровь в задней доле гипофиза и через дендриты в мозг. Однако высвобождение гормонов из дендритов не сопровождается постоянными периферическими выбросами, поскольку регуляция секреции в аксоне и дендрите разная. Выброс в дендрите может быть вызван деполяризацией или выбросом внутренних запасов ионов кальция. Вероятно, гормон выделяется в мозг также и через аксоны. Либо аксоны некоторой субпопуляции клеток проецируются в мозг, либо аксоны части клеток дают коллатерали .